# Neotragus batesi
Antilope de Bates
Espèce
Statut de conservation UICN

 LC  : Préoccupation mineure
Neotragus batesi, appelé aussi antilope naine, est une espèce d’antilopes.